# Linda Loredo
Linda Loredo (Territorio de Arizona, 20 de junio de 1907-Los Ángeles, 11 de agosto de 1931) fue una actriz y bailarina estadounidense de ascendencia mexicana. Se la asocia sobre todo con las versiones en español de los cortometrajes de Laurel y Hardy. Su hermana, Maria Loredo, también era actriz.

## Carrera
Loredo nació en el territorio de Arizona. Comenzó a trabajar en el cine mudo en 1927, con el papel de Carmen en la serie muda de diez episodios Heroes of the Wild, pero su carrera empezó a despuntar con la llegada del cine sonoro. Los Hal Roach Studios produjeron versiones en idiomas extranjeros de sus series más populares – Laurel y Hardy, Charley Chase, Our Gang y Harry Langdon – para los lucrativos mercados españoles de ambos hemisferios.
Apareció en cuatro cortometrajes de Laurel y Hardy, incluido uno en inglés, Come Clean, que se estrenó después de su muerte. Es una de las dos únicas actrices que ha interpretado a la vez a la esposa de Laurel y de Hardy, junto a Isabelle Keith, y la única que lo ha hecho más de una vez.
Por lo general, las estrellas principales se quedaban al terminar la versión en inglés, y luego decían sus diálogos fonéticamente a partir de tarjetas de entrada en remakes plano a plano; se les unían actores secundarios nativos para completar el reparto. La fluidez de Loredo en español fue de gran valor en la realización de estas películas.

## Muerte
Loredo ingresó en el Queen of Angels Hospital el 11 de junio de 1931 para someterse a una apendicectomía de urgencia y sucumbió dos meses después a causa de una peritonitis, a los 24 años.

## Filmografía
- Heroes of the Wild (1927) – Carmen
- After the Storm (1928) – Malay Dancer
- Great Gobs (1929)
- La Vida Nocturna (1930) – Sra. Laurel
- El Jugador de Golf (1930)
- La Estación de Gasolina (1930)
- ¡Pobre Infeliz! (1930)
- Radiomanía (1930) – Sra. Hardy
- Politiquerías (1931) – Sra. Hardy
- El Alma de la Fiesta (1931) – Doctora
- La Señorita de Chicago (1931)
- Come Clean (1931) – Mrs. Laurel